# إل جيفري
إل جيفري هو مغني دومينيكاني، ولد في 1 أبريل 1974 في سانتياغو دي لوس كاباليروس في جمهورية الدومينيكان.

## وصلات خارجية
- إل جيفري على موقع ميوزك برينز (الإنجليزية)
- إل جيفري على موقع أول ميوزيك (الإنجليزية)
- إل جيفري على موقع ديسكوغز (الإنجليزية)